# Археолози срещу иманяри
Археолози срещу иманяри е ролева игра, създадена за деца над 7 години и възрастни. В нея участват два отбора – археолози срещу иманяри, които се състезават, местейки пионките си, да стигнат до финала и да съберат възможно най-много археологически предмети, които се сглобяват като пъзел. Всеки от тези предмети е намерен в реален археологически обект. Тя е създадена през 2018 г.
Археолози срещу иманяри e приключенска, и образователна игра, разработена от екипа на академичното списание Archaeologia Bulgarica. Към нея е направена и медийна платформа – за да популяризира културно-историческото наследство на България, да покаже кой върши най-много работа по обогатяването му и кой е най-голямата заплаха за неговото унищожаване.
По случай създаването на играта председателят на Archaeologia Bulgarica – доц. Людмил Вагалински заявява:
| „ | В България имаме сериозен проблем с иманярите, които ежедневно нанасят тежки поражения върху археологическите обекти. Всичко друго бихме могли да възстановим. Държавата сме си възстановявали, демографията, икономиката, но ако унищожим историята си, няма как да я купим. Така решихме да създадем настолната игра „Археолози срещу иманяри“, с която да обърнем вниманието на българите към този проблем по нестандартен и забавен начин. | “ |

## Описание
Във всяка от кутиите има по 3 фигурки на археолози и 3 на иманяри, по едно дървено ковчеже, пълно с фрагменти от находки върху пъзели, по 24 карти с награди или наказания плюс борд с красиво нарисувана карта на България, върху която са разположени 14 археологически обекта, 24 неразкопани тракийски могили, 4 лаборатории, 4 полицейски поста, 4 опасни иманярски ями, музей и затвор.
Добавено е и упътване с правила за играчи на възраст над 7 години. В него се казва, че целта на археолозите е да открият и проучат артефактите, преди те да бъдат откраднати от иманярите, които по този начин унищожават информацията за нашето минало. Целта на иманярите пък е да изпреварят археолозите, за да им отмъкнат под носа артефактите и да ги продадат на черния пазар.
София е начална и крайна точка, а сред нанесените на игралното поле обекти има и праисторически – като пещерата Козарника, и антични – като Нове или Хераклея Синтика, и средновековни – като крепостта Лютица. Щом стъпят върху някой от тях, играчите по право взимат фрагмент от ковчежето, а ако попаднат върху тракийска могила, теглят карта с указания. Тя може да увеличи или да намали броя на придобитите доходки, да прати участника много назад, далече напред, в затвора или пък в музея – а там някои ще подредят изложба, но други ще опитат да го оберат. Има и две специални карти, които се използват при сблъсък на едно поле: „оръжие“ (за иманярите) и „охрана“ (за археолозите).